# Tasiujaq
Tasiujaq – inuicka wioska nordycka w Nunavik w północnym Quebecu (Kanada). Znajduje się w administracji regionalnej Kativik w regionie administracyjnym Nord-du-Québec. Nazwa osady oznacza "przypominające jezioro". Osada znajduje się na wybrzeżu jeziora Leaf, choć nazwa Tasiujaq odnosi się do całego basenu Leaf: jeziora Leaf, przesmyku Leaf i zatoki Leaf. Basen ten jest znany z regularnych, wysokich pływów dochodzących do 15 m. Tasiujaq jest też ostatnim przystankiem kajakarzy spławiających się rzeką Leaf.

## Historia
Francuska firma Révillon Frères w 1905 roku oraz Kompania Zatoki Hudsona w 1907 roku otworzyły faktorie handlowe na wschód od dzisiejszej osady. Faktorie znajdowały się na tradycyjnym szlaku inuitów przemierzających na psich zaprzęgach dystans pomiędzy Kuujjuaq i Kangirsuk. Obie placówki zostały zamknięte w 1935 roku.
W latach pięćdziesiątych XX wieku, rząd federalny Kanady otworzył szkołę w Kuujjuaq i zaczął organizować opiekę medyczną i pomoc społeczną w powstającej wiosce. Okolice nie obfitowały w wystarczającą ilość jedzenia aby wyżywić całą wioskę i społeczność była zdana na pomoc rządu. W celu rozwiązania tego problemu, w 1963 roku władze Nord-du-Québec zdecydowały o utworzeniu nowej wioski na południowym wybrzeżu jeziora Leaf, gdzie występuje większa obfitość jedzenia.
Rozważano dwie lolakizacje - miejsce zwane Qaamanialuk Paanga oraz miejsce danej osady. Wybrano pierwszą opcję ze względu na łatwy dostęp łodzią, niewielką odległość od rzeki Finger, teren mniej zalewowy na skutek pływów niż druga lokalizacja oraz odpowiednia przestrzeń do budowy lotniska. W 1966 roku nastąpiła przeprowadzka inuitów do nowej siedziby. W 1971 roku otwarto sklep spółdzielczy, który teraz współpracuje z Federacją Spółdzielni Północnego Quebecu.

## Flora i fauna
Mimo że osada znajduje się w tundrze, region jest obfity w ssaki morskie (foki, walenie białucha, ryby (golce zwyczajne, łososie szlachetne, pstrągi), kaczki edredonowe i wiele gatunków ptaków morskich. W okolicznych terenach przebywa stado wołów piżmowych szacowane na 1000 sztuk. Na pobliskich klifach i wyspach basenu Leaf znajdują się gniazda sokołów norweskich i sokołów wędrownych.

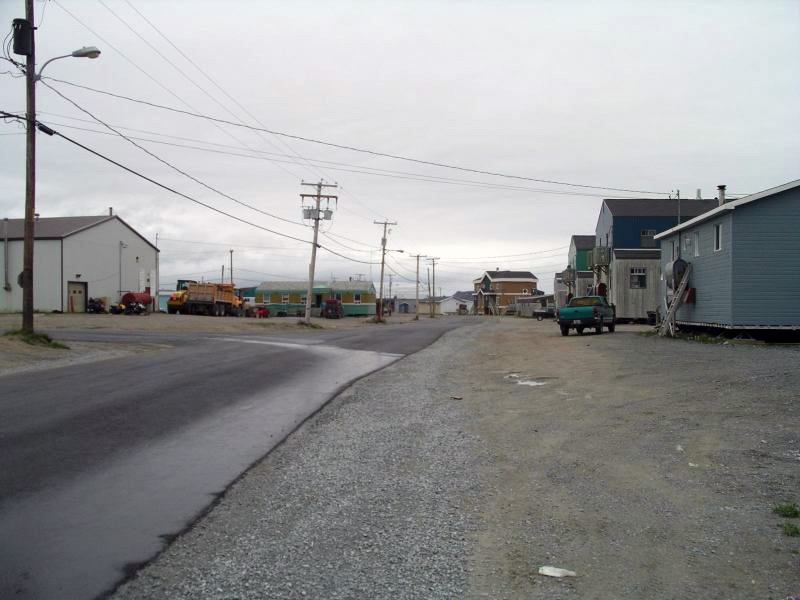
Główna ulica
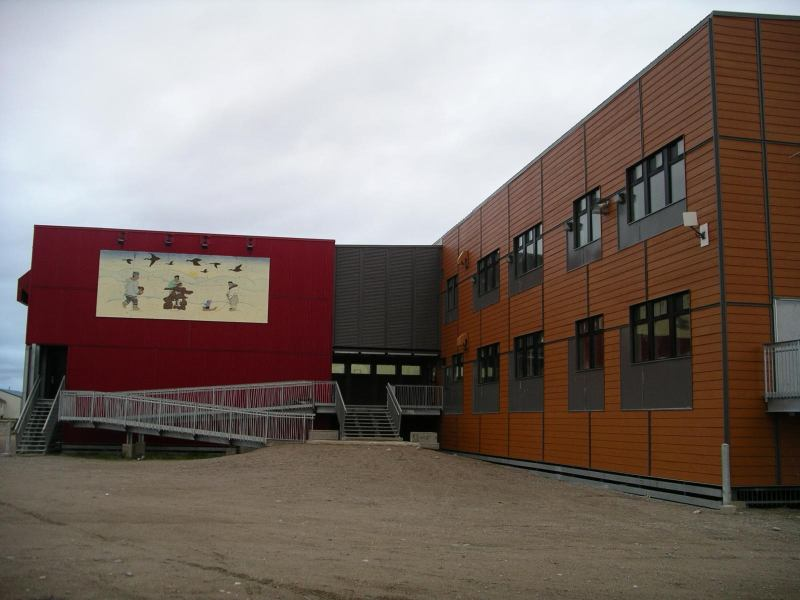
Szkoła
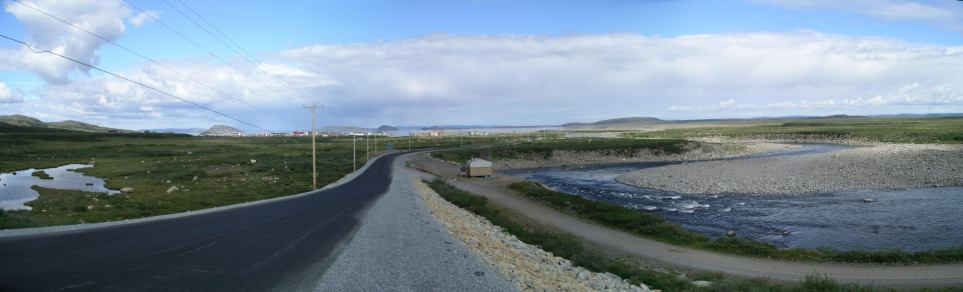
Widok z południa
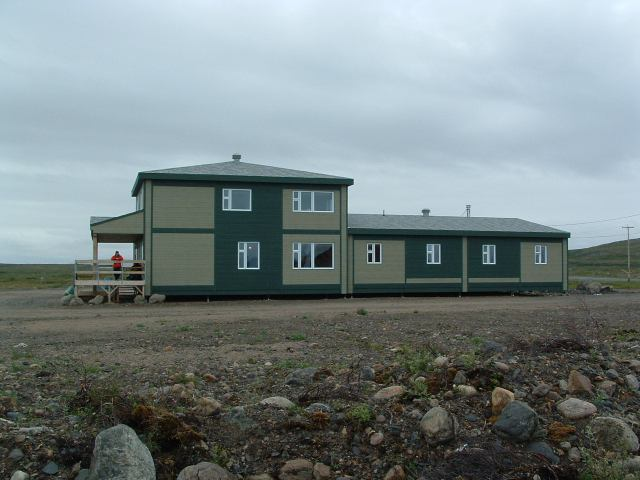
hotel Iqaluppik